# Chorisoneura argentina
Chorisoneura argentina är en kackerlacksart som beskrevs av Brancsik 1898. Chorisoneura argentina ingår i släktet Chorisoneura och familjen småkackerlackor. Inga underarter finns listade i Catalogue of Life.